# Paul Rübig

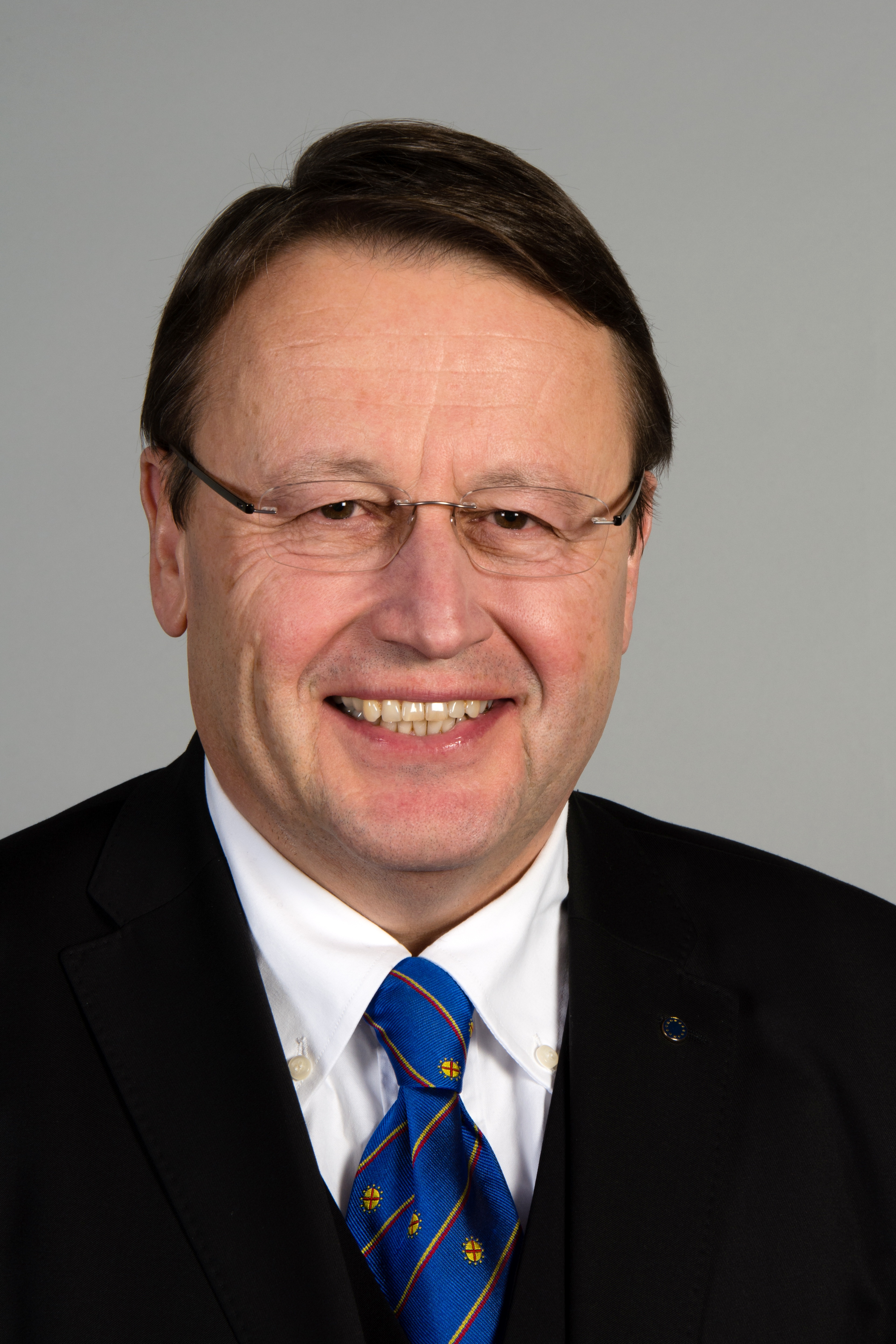
MEP Dr. Paul Rubig

Paul Rübig este un om politic austriac membru al Parlamentului European în perioada 2009-2014 din partea Austriei. (ÖVP)
1. ↑  Deputații în Parlamentul European